# Campeonato Mundial de Natación en Piscina Corta de 2010
El X Campeonato Mundial de Natación en Piscina Corta se celebró en Dubái (EAU) entre el 15 y el 19 de diciembre de 2010 bajo la organización de la Federación Internacional de Natación (FINA) y la Federación de Natación de los EAU. 
Las competiciones se realizaron en el Complejo Deportivo Hamdan bin Mohammed bin Rashid, inaugurado poco antes del inicio de este evento. 

## Hechos sobresalientes
El nadador estadounidense Ryan Lochte se erigió como la estrella de este Campeonato, conquistando 6 medallas de oro y una de plata. El equipo estadounidense se impuso en el medallero con 25 medallas, 12 de oro. Aparte cabe destacar los tripletes de la estadounidense Rebecca Soni, que ganó las tres pruebas de braza, y de la nadadora neerlandesa Ranomi Kromowidjojo, 50 y 100 m libres y 4 × 100 m libre. Así como los dobletes del ruso Stanislav Donets, 50 y 100 m espalda; del brasileño César Cielo, 50 y 100 m libres, y de la china Zhao Jing, 50 m espalda y 4 × 100 m estilos.
España marcó su mejor participación en este tipo de campeonatos (y en cualquier campeonato internacional de natación disputado hasta ese momento). Se obtuvieron 8 medallas (dos medallas más que las obtenidas en todas las ediciones pasadas): 4 de oro (el primer oro español en estos campeonatos), 2 de plata y 2 de bronce. La gran figura del equipo español, que sólo estuvo conformada por 6 nadadores, fue la catalana Mireia Belmonte, quien obtuvo 3 medallas de oro: 200 m mariposa, 400 m estilos y 200 m estilos, y una plata en los 800 m libres, prueba que ganó su compañera de equipo Érika Villaécija.

## Resultados

### Masculino
| Evento                    | Oro                                                                                             | Plata                                                                                              | Bronce                                                                                    |
| ------------------------- | ----------------------------------------------------------------------------------------------- | -------------------------------------------------------------------------------------------------- | ----------------------------------------------------------------------------------------- |
| 50 m libre (17.12)        | César Cielo · Brasil · 20,51                                                                    | Frédérick Bousquet Francia 20,81                                                                   | Josh Schneider Estados Unidos 20,88                                                       |
| 100 m libre (19.12)       | César Cielo · Brasil · 45,74                                                                    | Fabien Gilot Francia 45,97                                                                         | Nikita Lobintsev · Rusia · 46,35                                                          |
| 200 m libre (15.12)       | Ryan Lochte Estados Unidos 1:41,08                                                              | Danila Izotov · Rusia · 1:41,70                                                                    | Oussama Mellouli Túnez 1:42,02                                                            |
| 400 m libre (17.12)       | Paul Biedermann · Alemania · 3:37,06                                                            | Nikita Lobintsev · Rusia · 3:37,84                                                                 | Oussama Mellouli Túnez 3:38,17                                                            |
| 1500 m libre (19.12)      | Oussama Mellouli Túnez 14:24,16                                                                 | Mads Glæsner Dinamarca 14:29,52                                                                    | Gergely Gyurta · Hungría · 14:31,47                                                       |
| 50 m espalda (18.12)      | Stanislav Donets · Rusia · 22,93                                                                | Aschwin Wildeboer Faber · España · Sun Xiaolei · China · 23,13                                     | —                                                                                         |
| 100 m espalda (16.12)     | Stanislav Donets · Rusia · 49,07                                                                | Camille Lacourt Francia 49,80                                                                      | Aschwin Wildeboer Faber · España · 50,04                                                  |
| 200 m espalda (19.12)     | Ryan Lochte Estados Unidos 1:46,68                                                              | Tyler Clary Estados Unidos 1:49,09                                                                 | Markus Rogan · Austria · 1:49,96                                                          |
| 50 m braza (19.12)        | Felipe Silva · Brasil · 25,95                                                                   | Cameron van der Burgh Sudáfrica 26,03                                                              | Aleksander Hetland · Noruega · 26,29                                                      |
| 100 m braza (16.12)       | Cameron van der Burgh Sudáfrica 56,80                                                           | Fabio Scozzoli · Italia · 57,13                                                                    | Felipe Silva · Brasil · 57,39                                                             |
| 200 m braza (17.12)       | Naoya Tomita Japón 2:03,12                                                                      | Dániel Gyurta · Hungría · 2:03,47                                                                  | Brenton Rickard Australia 2:04,33                                                         |
| 50 m mariposa (18.12)     | Albert Subirats · Venezuela · 22,40                                                             | Andri Hovorov · Ucrania · 22,43                                                                    | Steffen Deibler · Alemania · 22,44                                                        |
| 100 m mariposa (16.12)    | Yevgueni Korotyshkin · Rusia · 50,23                                                            | Albert Subirats · Venezuela · 50,24                                                                | Kaio Almeida · Brasil · 50,33                                                             |
| 200 m mariposa (19.12)    | Chad le Clos Sudáfrica 1:51,56                                                                  | Kaio Almeida · Brasil · 1:51,61                                                                    | László Cseh · Hungría · 1:51,67                                                           |
| 100 m estilos (19.12)     | Ryan Lochte Estados Unidos 50,86                                                                | Markus Deibler · Alemania · 51,69                                                                  | Serguei Fesikov · Rusia · 51,81                                                           |
| 200 m estilos (17.12)     | Ryan Lochte Estados Unidos 1:50,08 (RM)                                                         | Markus Rogan · Austria · 1:52,90                                                                   | Tyler Clary Estados Unidos 1:53,56                                                        |
| 400 m estilos (16.12)     | Ryan Lochte Estados Unidos 3:55,50 (RM)                                                         | Oussama Mellouli Túnez 3:57,40                                                                     | Tyler Clary Estados Unidos 3:57,56                                                        |
| 4 × 100 m libre (15.12)   | Francia Alain Bernard Frédérick Bousquet Fabien Gilot Yannick Agnel 3:04,78                     | Rusia · Yevgueni Lagunov · Serguei Fesikov · Nikita Lobintsev · Danila Izotov · 3:04,82            | Brasil · Nicholas Santos · César Cielo · Marcelo Chierighini · Nicolas Oliveira · 3:05,74 |
| 4 × 200 m libre (16.12)   | Rusia · Nikita Lobintsev · Danila Izotov · Yevgueni Lagunov · Alexandr Sujorukov · 6:49,04 (RM) | Estados Unidos Peter Vanderkaay Ryan Lochte Garrett Weber-Gale Richard Berens 6:49,58              | Francia Yannick Agnel Fabien Gilot Clément Lefert Jérémy Stravius 6:53,05                 |
| 4 × 100 m estilos (19.12) | Estados Unidos Nicholas Thoman Mihail Alexandrov Ryan Lochte Garrett Weber-Gale 3:20,99         | Rusia · Stanislav Donets · Stanislav Lajtiujov · Yevgueni Korotyshkin · Nikita Lobintsev · 3:21,61 | Brasil · Guilherme Guido · Felipe Silva · Kaio Almeida · César Cielo · 3:23,12            |

- RM – Récord mundial

### Femenino
- (RM) – Récord mundial

## Medallero
| Núm. | País           | Oro | Plata | Bronce | Total |
| ---- | -------------- | --- | ----- | ------ | ----- |
| 1    | Estados Unidos | 12  | 6     | 7      | 25    |
| 2    | Rusia          | 4   | 4     | 2      | 10    |
| 3    | España         | 4   | 2     | 2      | 8     |
| 4    | China          | 3   | 5     | 6      | 14    |
| 5    | Francia        | 3   | 3     | 2      | 8     |
| 6    | Países Bajos   | 3   | 2     | 1      | 6     |
| 7    | Brasil         | 3   | 1     | 4      | 8     |
| 8    | Sudáfrica      | 2   | 1     | 0      | 3     |
| 9    | Australia      | 1   | 7     | 3      | 11    |
| 10   | Alemania       | 1   | 2     | 1      | 4     |
| 11   | Túnez          | 1   | 1     | 2      | 4     |
| 12   | Suecia         | 1   | 1     | 1      | 3     |
| 13   | Venezuela      | 1   | 1     | 0      | 2     |
| 14   | Japón          | 1   | 0     | 0      | 1     |
| 15   | Dinamarca      | 0   | 1     | 2      | 3     |
| 16   | Austria        | 0   | 1     | 1      | 2     |
| 16   | Italia         | 0   | 1     | 1      | 2     |
| 18   | Reino Unido    | 0   | 1     | 0      | 1     |
| 18   | Ucrania        | 0   | 1     | 0      | 1     |
| 20   | Hungría        | 0   | 0     | 2      | 2     |
| 21   | Bahamas        | 0   | 0     | 1      | 1     |
| 21   | Noruega        | 0   | 0     | 1      | 1     |
|      | TOTAL          | 40  | 41    | 39     | 120   |